# Флавій Євтарик Цилліка
Флавій Євтарик Цилліка (Євтари́х) (Лат. Flavius Eutharicus Cillica) — знатний вестгот з Іберії (сучасна Іспанія), який на початку VI століття займав пост римського консула і «син на руках» (filius per arma) при візантійському імператорі Юстині I.

## Династія
Амали — ім'я династії правителів готів, що правили з IV століття на теренах сучасної України, в Східній та Центральній Європі.
Відповідно до готських легенд родоначальником всього готського народу був «Гаутам» (також Гаутам — одне з імен Одіна в скандинавських сагах). За ним слідують двома інші напівміфічні керманичі. Після них слідував Амала, від якого, за переказами, веде свою назву королівський рід остготів.
Онук Амали, син Ізернія — король Острогота, є першим історично підтвердженим Амалом і першим дійсним королем з цього роду (близько 240). Але лише з часу могутнього остготского завойовника Ерманаріха (350—376) починається безперервний ряд остготський королів з дому Амали, що триває до сучасника Юстиніана I, Теодагада.
Найбільшим представником цієї династії був Теодоріх Великий, що прославляється в німецьких героїчних сагах під ім'ям Дітріха Бернського. Він і його герої присутні в «Нібелунгах» та інших давньогерманських поемах та іменуються Амелунгами, тобто нащадками Амали.

## Біографія
Євтарик був зятем і вірогідним наступником короля остготів Теодоріха Великого, але помер в 522 році у віці 42 років, раніше, ніж зміг успадкувати титул Теодоріха. Теодоріх заявляв, що Евтарік був нащадком готського королівського дому Амалія і це бралося до уваги при його одруження з дочкою Теодоріха Амаласунтою, що мала на меті об'єднати Королівства готів, заснувати династію Теодоріха і надалі зміцнити владу готів над Італією.
У рік його консульства в 519 році відносини зі Східною Римською імперією перебували на підйомі, завершилася акакіанська схизма між Східною і Західною християнськими церквами. Будучи номінально державним діячем, політиком і солдатом Римської імперії, Евтарік в той же час був аріанином, чиї погляди вступали в протиріччя з католицькою більшістю; проводячи толерантну політику Теодоріха щодо євреїв, будучи консулом, він викликав по відношенню до себе обурення місцевих католиків, чиї традиції були менш толерантні. Після заворушеннь в Равенні, де католики спалили кілька синагог, підтримка Євтариком євреїв Равенни була відзначена з обуренням в уривках рукописа сучасника.
Унаслідок смерті Євтарика, його син Аталаріх протягом нетривалого часу займав трон Остготського королівства, але помер у віці 18 років. Після смерті Аталаріха, вдова Євтарика переїхала до Константинополя, де згодом зробила невдалу спробу заснувати династію.

## Консулат
У 498 році, будучи номінальним імперським намісником в Італії, Теодорих отримав право виставляти кандидата від Заходу для щорічної консульської пари. Однак він був пов'язаний обмеженнями: обирати на цю посаду тільки римських громадян. Щоб просунути Євтарика, Теодоріх вирішив призначити його консулом на 519 рік. А щоб подолати обмеження, накладені на його право висувати кандидатів і через свою прихильність до Теодоріха, Юстин самостійно висунув Євтарика на цю посаду.
Затвердження відбулося, і в січні 519 року Євтарик зайняв пост консула Заходу. Імператор Юстин I намагався відновити зв'язки з Теодоріхом, які перебували в натягнутому стані в правління Анастасія I, даруванням Євтарику римського громадянства, прийняттям його як со-консула і називаючи його «сином на руках». Він надавав і надалі прихильність Євтарику, поступаючись йому старшинство в консульстві. Повідомляється, що на святкуванні вступу на посаду було «вражаюче видовище диких тварин, доставлених з Африки» і що присутній дипломат, патрицій Симмах, посланий судом східній Імперії в Італію був «вражений багатствами, дарованими готам і римлянам».
У цей період Кассіодор звеличував Євтарика в Сенаті. У своїй хвалебній промові він порівнював Євтарика з великими консулами минулого. У короткій Хроніці, яку Кассіодор написав як привітання Євтарика з його консульством, відзначено сходження Євтарика на пост високої громадянської честі, яке краще будь-якої військової перемоги, що мало більшу перевагу серед старої готської знаті. Період консульства Євтарика характеризується як період розквіту в Західній Римській імперії цивільного законодавства. У березні 519 року акакіанська схизма, яка розділяла східну і західну християнські церкви протягом 35 років, була завершена і церкви примирилися. На додаток до процвітання, яке пережило населення Римської імперії, рік консулату Євтарика був також охарактеризований, як «[рік] світлих надій Королівства готів».
Сучасна на той час католицька хроніка Аноніма Валезія описує діяльність Євтарика в негативному світлі, пов'язуючи його з прийняттям сторони євреїв щодо прав єврейської діаспори на синагоги в анти-єврейських погромах в Равенні; несхвалення викликало конфлікт між аріанами та католиками, коли аріанин Євтарик зайняв сторону єврейського народу.

## Смерть і спадщина
Євтарик помер в 522 році у віці 42 років, менш ніж через три роки після свого консульства. Його смерть створила ряд проблем для Теодоріха, який так і не досягти успіху в бажанні заснувати сильну готську династію. Незважаючи на те, що у Євтарика і Амаласунти був син Аталаріх, що народився в 518 році, і дочка Матасунта, династію так і не вдалося заснувати надійним чином. Теодоріх пережив Євтарика, а його сина Аталаріха проголосив своїм наступником в 526 році. Мати Аталаріха Амаласунта була регентом у свого сина протягом наступного року після смерті Теодоріха, але Аталаріх помер в жовтні 534 року у віці 18 років. Для збереження свого впливу, Амаласунта звела на трон свого двоюрідного брата, племінника Теодоріха, Теодахада. Незважаючи на те, що він приніс Амаласунті клятву вірності, Теодохад піддався підозрілості і в грудні 534 року ув'язнив її на одному з островів на озері Больсена, де вона в кінцевому рахунку і була вбита 30 квітня 535 року.